# Trenton (Michigan)
Trenton é uma cidade localizada no estado americano do Michigan, no Condado de Wayne.

## Demografia
Segundo o censo americano de 2000, a sua população era de 19.584 habitantes.
Em 2006, foi estimada uma população de 19.068, um decréscimo de 516 (-2.6%).

## Geografia
De acordo com o United States Census Bureau tem uma área de 19,4 km², dos quais 18,9 km² cobertos por terra e 0,5 km² cobertos por água.

## Localidades na vizinhança
O diagrama seguinte representa as localidades num raio de 8 km ao redor de Trenton.